# Nguyên Thảo (soạn giả)
Nguyên Thảo (1942 – 2020) là một soạn giả cải lương người Việt Nam. Ông là tác giả một số vở cải lương được nhiều người biết đến như Người tình trên chiến trận, Tâm sự loài chim biển, Xin một lần yêu nhau, Kiếp nào có yêu nhau.

## Tiểu sử
Soạn giả Nguyên Thảo tên thật là Đan Đức Hạnh, sinh năm 1942 tại Thanh Hoá. Ông được anh họ là soạn giả Yên Lang hướng dẫn vào nghề sáng tác và được nhiều người ví như cặp đôi "Sóng thần" trong giới viết kịch bản cải lương.
Nguyên Thảo hợp soạn với Yên Lang viết các vở tuồng cải lương nổi tiếng và được các nghệ sĩ biểu diễn nhiều nơi như Người tình trên chiến trận, Dốc sương mù, Tâm sự loài chim biển... Ngoài viết chung ông còn sáng tác riêng một số vở cải lương như: Cuốn theo chiều gió, Trần Giã Cẩm Giang...
Ngoài ra ông còn viết kịch nói qua một số vở: Mèo hoang, Hợp đồng hôn nhân..

## Tác phẩm

### Cải lương
- A Khắc Thiên Kiều (viết chung với Mộc Linh)
- Bão biển (viết chung với Yên Lang)
- Cuốn theo chiều gió
- Chiếc áo màu thiên thanh
- Cây uyên ương (viết chung với Liên Tâm)
- Dốc sương mù
- Mùa xuân ngủ trong đêm (viết chung với Vân Hà)
- Người khách lạ (Quán liễu cầu khuya)
- Người tình của Diễm
- Người tình trên chiến trận (viết chung với Mộc Linh)
- Người tình khiêng kiệu cưới (viết chung với Yên Lang)
- Lời từ tạ cuối cùng
- Tình thù rực nắng
- Tình ngỡ đã phôi phai
- Trăm năm tình lỡ
- Tâm sự loài chim biển (viết chung với Yên Lang)
- Trần Giã Cẩm Giang
- Kiếp nào có yêu nhau (viết chung với Hạnh Trung)
- Gái bán Bar (viết chung với Vân Hà)
- Xin một lần yêu nhau

### Kịch nói
- Cưới dùm
- Mèo hoang
- Hợp đồng hôn nhân

## Qua đời
Ông qua đời vào ngày 16 tháng 4 năm 2020 sau một thời gian chống chọi với căn bệnh ung thư. Trước đó năm 2018 ông phải nhập viện cấp cứu, biết được hoàn cảnh của ông NSND Hồng Vân đứng ra kêu gọi quyên góp được số tiền 50 triệu đồng giúp đỡ ông vượt qua khó khăn.